# Clovelly (Regno Unito)

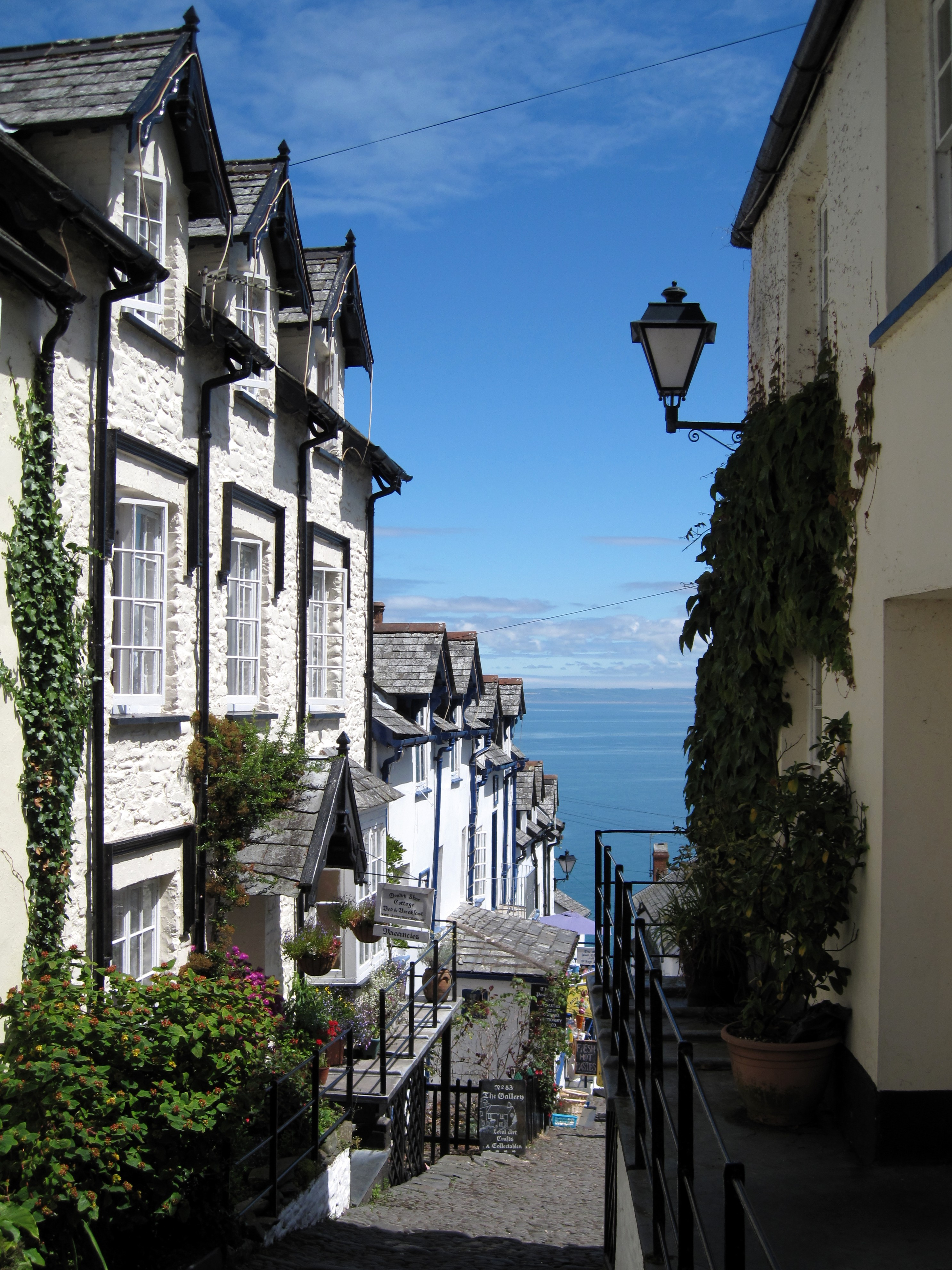
Strada di Clovelly

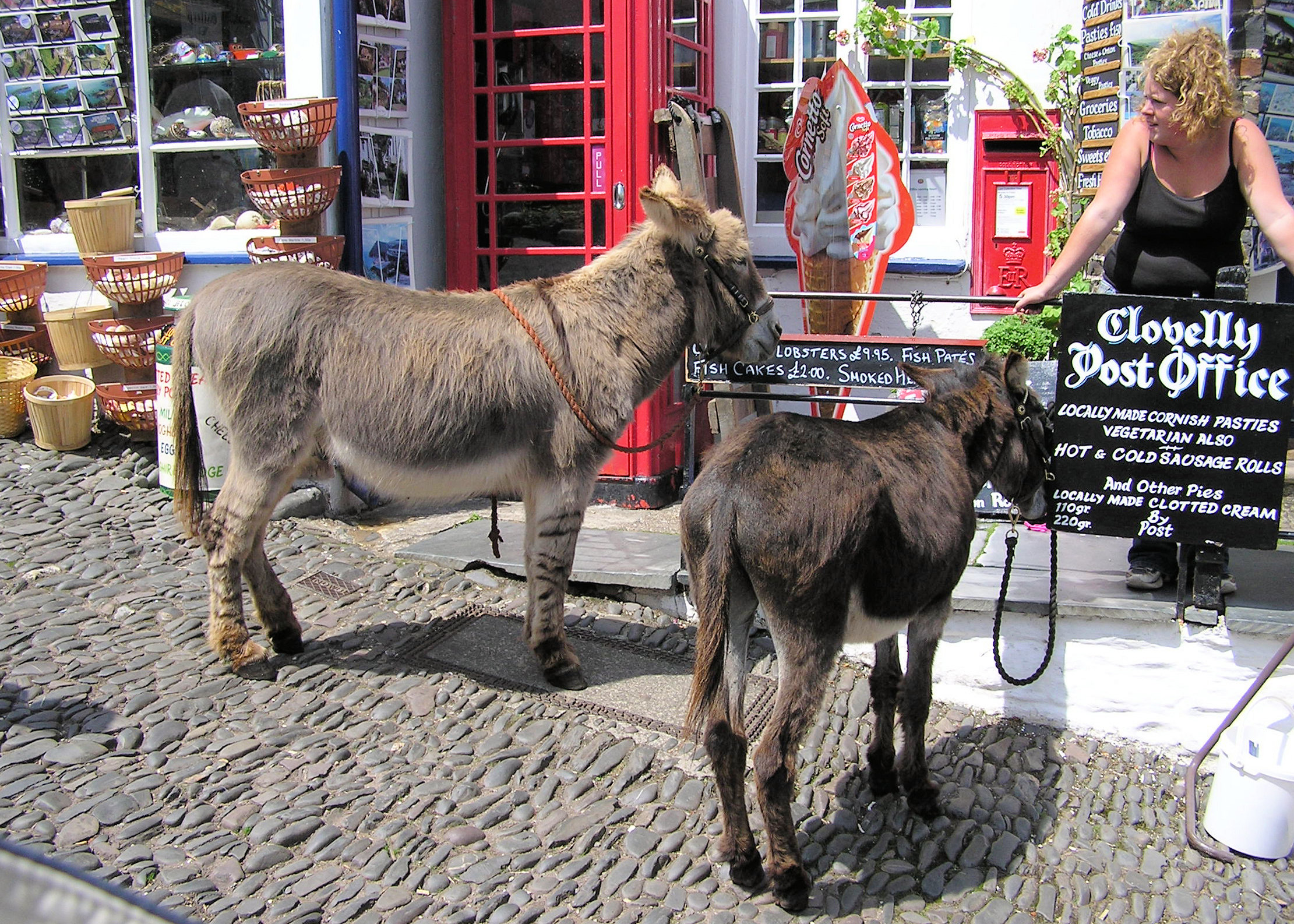
I famosi asini di Clovelly

Clovelly (o anche: Clovelleigh) è un villaggio di pescatori inglese, affacciato sul Canale di Bristol (Oceano Atlantico) e situato nella costa settentrionale del Devon (Inghilterra sud-occidentale), al confine con la Cornovaglia. Dal punto di vista amministrativo, si tratta di una parrocchia civile del distretto di Torridge.
Il villaggio, oggi una popolare meta turistica, fu reso celebre dal romanzo Verso Ovest! (Westward Ho!, 1855) di Charles Kingsley (1819-1875).

La località è tradizionalmente legata agli asini, i cosiddetti "asini di Clovelly", da secoli presenza costante nelle strade del villaggio e ora soprattutto attrazione turistica.

## Geografia fisica
Clovelly si trova nell'estremità meridionale/occidentale della costa settentrionale del Devon, tra le località di Morwenstow (Cornovaglia) e Bideford, rispettivamente circa 20 km a nord della prima e circa 20 km a sud della seconda.

## Monumenti e luoghi d'interesse
Tra i principali luoghi d'interesse di Clovelly, figurano:
- Visitor Centre[9]
- Cappella metodista[10]
- Fontana della Regina Vittoria (Queen Victoria Fountain), opera di Feadora Gleichen[11]
- Crazy Kate's Cottage, il più vecchio cottage di Clovelly (prende il nome da Kate Lyall, vedova di un pescatore morta nel 1736)[12]
- Cottage dei pescatori (Fishermans Cottage), trasformato in casa-museo che illustra la vita a Clovelly negli anni 1930[13]
- Cottage proveniente dalla località tedesca di Oberammergau (1910)[14]

## Infrastrutture e trasporti
Il villaggio di Clovelly è raggiungibile attraverso una strada a pedaggio, la Hobby Drive, costruita tra il 1811 e il 1829. Il villaggio è tuttavia interdetto agli autoveicoli.